# Oxyrhachis egyptiana
Oxyrhachis egyptiana är en insektsart som beskrevs av William Lucas Distant. Oxyrhachis egyptiana ingår i släktet Oxyrhachis och familjen hornstritar. Inga underarter finns listade i Catalogue of Life.